# Bangana almorae
Bangana almorae és una espècie de peix cipriniforme de la família dels ciprínids que es troba a Àsia: riu Salween.